# اریک ساتنر
اریک ساتنر (انگلیسی: Erich Sautner؛ زادهٔ ۶ نوامبر ۱۹۹۱) بازیکن فوتبال اهل آلمان است.
از باشگاه‌هایی که در آن بازی کرده‌است می‌توان به باشگاه فوتبال هالشر اشاره کرد.